# Jan van der Elburcht

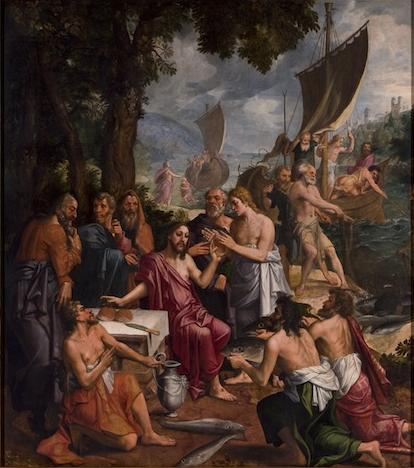
De Wonderbare visvangst, 1560, Onze-Lieve-Vrouwekathedraal, Antwerpen

Jan van der Elburcht (ca. 1500 - 1571) - ook Hans van der Elburcht, Hans van Elburcht - was een Nederlandse schilder, afkomstig uit Elburg, waarvan zijn naam is afgeleid, maar actief in Antwerpen. 

## Biografie
Volgens Karel van Mander werd hij cleen Hansken genoemd en was hij beroemd voor zeelandschappen. Er is maar weinig over hem geweten. In 1536 werd hij opgenomen in de Sint-Lucasgilde in Antwerpen. Slechts weinig werk van hem is bekend. Rond 1560 schilderde hij een triptiek als altaarstuk voor het ambacht van de visverkopers in Antwerpen. Op het middenpaneel wordt de Wonderbare visvangst afgebeeld.
- Biografisch Portaal: 11046358
- Gemeinsame Normdatei: 124756123
- RKD-Nederlands Instituut voor Kunstgeschiedenis: 25905
- Union List of Artist Names: 500008458
- Virtual International Authority File: 30479532
- WorldCat: E39PBJdx883V4Vc3WHXxbmxkXd